# Улица Виля Гелбес
Улица Ви́ля Ге́лбес (латыш. Viļa Ģelbes iela) — улица в Видземском предместье города Риги, в микрорайоне Тейка. Начинается от Бривибас гатве и заканчивается перекрёстком с улицей Бикерниеку. На всём протяжении имеет асфальтовое покрытие. Общая длина улицы — около 150 м. Движение по улице одностороннее (2 полосы), в сторону улицы Бикерниеку.

## История
Улица Виля Гелбес образована решением Рижской думы в 2017 году из безымянного ответвления улицы Бикерниеку. Названа в честь кавалера ордена Лачплесиса, старшего лейтенанта Северолатвийской бригады Вилиса Гелбе (1890—1919), геройски погибшего в годы борьбы за независимость Латвии.
Сформировалась в ходе перепланировки и застройки квартала в 1950-е годы, однако до 2017 года названия не имела.

## Общественный транспорт
По улице Виля Гелбес на всём её протяжении курсируют автобусы 16, 48, троллейбусы 13, 14, 17. У всех маршрутов здесь есть остановка «Biķernieku iela».